# Renault R23
El Renault R23 és el monoplaça que l'escuderia Renault va utilitzar durant la temporada 2003 de Fórmula 1. Va ser pilotat per Jarno Trulli i Fernando Alonso que substitueix Jenson Buttton.
El monoplaza va fer la primera pole position en aquesta nova fase de Renault al GP de Malàisia i més endavant, l'equip va tornar a guanyar al GP d'Hongria després de 20 anys amb el jove Alonso.
L'escuderia va acabar en el quart lloc amb 88 punts.

## Disseny
El xassís va ser dissenyat per Mike Gascoyne, Bob Bell, Tim Densham i John Iley amb Pat Symonds supervisant el disseny i la producció del cotxe com a director executiu d'Enginyeria i Jean-Jacques His liderant el disseny del motor.
Renault va ser innovador durant aquest període produint dissenys no estàndard com el motor de 10 cilindres de 111° per a l'RS23 de 2003, que va ser dissenyat per baixar eficaçment el centre de gravetat del motor i millorar així el maneig del cotxe.Això finalment va resultar massa poc fiable i pesat, de manera que Renault va tornar a un angle en V de 72 graus amb el R24 de l'any següent.

## Competició
Va ser un cotxe que va mostrar velocitat i fiabilitat durant la temporada, aconseguint superar tant el Williams com el McLaren, a més de demostrar ser un desafiador constant per als igualment ràpids BAR Hondas de Jenson Button i Takuma Sato. No obstant això, va ser superat habitualment pel Ferrari F2004 de Michael Schumacher i Rubens Barrichello, ja que el duo de Ferrari va guanyar 15 de les 18 curses el 2004. La formació de pilots era Jarno Trulli i Fernando Alonso.
Amb l'esperança d'assolir el segon lloc al Campionat de Constructors, Renault va substituir Trulli pel campió del món de 1997 Jacques Villeneuve per a les tres últimes carreres. No obstant això, Villeneuve, allunyat de les curses de F1 durant gairebé una temporada sencera i lluitant per aclimatar-se ràpidament a competir al primer nivell, no va impressionar, i l'equip va acabar tercer darrere de l'antic equip BAR de Villeneuve amb 105 punts.

## Resultats complets
| Any  | Xassis      | Motor            | Neumàtics | Pilots          | 1   | 2   | 3   | 4   | 5   | 6   | 7   | 8   | 9   | 10  | 11  | 12  | 13  | 14  | 15  | 16  | Punts | Posició final |
| ---- | ----------- | ---------------- | --------- | --------------- | --- | --- | --- | --- | --- | --- | --- | --- | --- | --- | --- | --- | --- | --- | --- | --- | ----- | ------------- |
| 2003 | Renault R23 | Renault RS23 V10 | M         |                 | AUS | MYS | BRA | SMR | ESP | AUT | MON | CAN | EUR | GBR | FRA | GER | HUN | ITA | USA | JPN | 88    | 4t.           |
| 2003 | Renault R23 | Renault RS23 V10 | M         | Jarno Trulli    | 5   | 5   | 8   | 13  | Ret | 8   | 6   | Ret | Ret | Ret | 6   | 3   | 7   | Ret | 4   | 5   | 88    | 4t.           |
| 2003 | Renault R23 | Renault RS23 V10 | M         | Fernando Alonso | 7   | 3   | 3   | 6   | 2   | Ret | 5   | 4   | 4   | Ret | Ret | 4   | 1   | 8   | Ret | Ret | 88    | 4t.           |